# Magnificent Bodyguards
Magnificent Bodyguards (conocida en Latinoamérica como Los super guardaespaldas) es una película de artes marciales de Hong Kong de 1978, dirigida por Lo Wei y protagonizada por Jackie Chan. 
La cinta fue bien recibida en Hong Kong, pero para Chan no fue una buena experiencia, acusando a Lo Wei de no darle ninguna libertad creativa. En la película se usan algunas canciones de la saga de Star Wars.

## Sinopsis
Ting Chung es contratado para acompañar al hermano enfermo de una mujer al médico, pero lo hace de forma gratuita. Para llegar allí deben pasar por "Stormy Hills", un área de la antigua China controlada por criminales. Entonces el hombre enfermo resulta ser el rey de los criminales y no está realmente enfermo; él solo está tratando de recuperar su trono de un impostor. El rey había asesinado previamente al padre de Ting Chung, y ahora Ting Chung tiene que luchar por su vida para salir de esa situación y también para vengar a su padre.

## Reparto principal
- Jackie Chan como Ting Chung.
- James Tien como Tsang / Chang Wu-yi.
- Leung Siu-lung como Chang.
- Wang Ping como Nan.